# Xenacanthippus miniatus
Xenacanthippus miniatus är en insektsart som beskrevs av Miller, N.C.E. 1934. Xenacanthippus miniatus ingår i släktet Xenacanthippus och familjen gräshoppor. Inga underarter finns listade i Catalogue of Life.